# Titelseite
Titelseite (englisch front page (bei Zeitungen) oder cover (bei Zeitschriften)) nennt man die erste Seite von mehrseitigen Druckwerken wie Zeitungen und Zeitschriften. Sie ist mit dem Zeitungskopf die Visitenkarte und zugleich das Schaufenster der Publikation und ist somit in ihrer Funktion vergleichbar mit der Startseite diverser Formen von Netzpublikationen.
Bei Buchpublikationen wird die Titelseite auf das Titelblatt gedruckt, das sich zu Beginn der Buchblocks befindet und unter anderem den Buchtitel eines Buches beinhaltet.

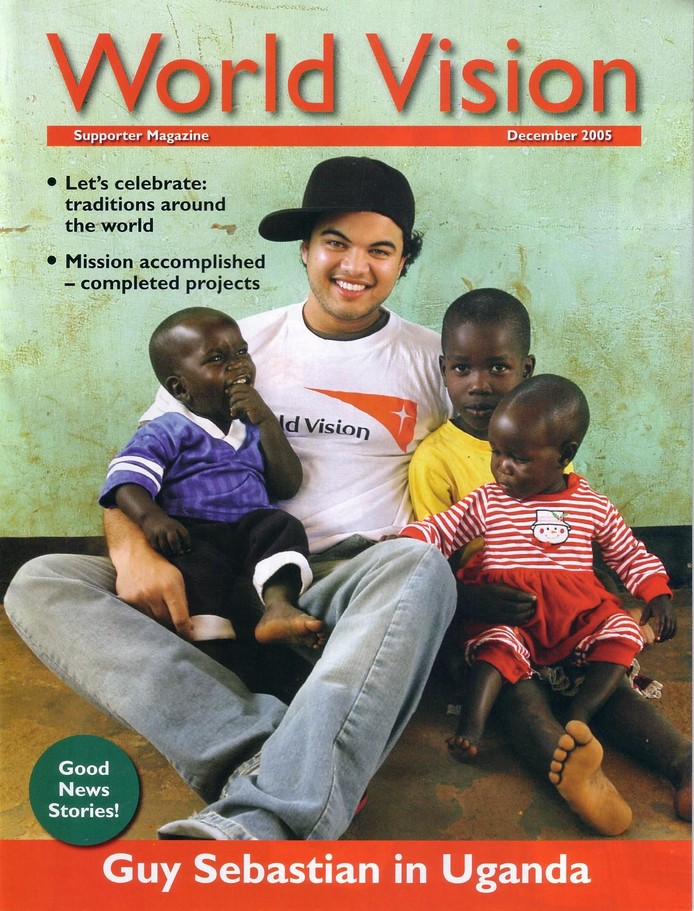
Titelseite des „World Vision“-Magazins mit den Gestaltungselementen links platzierter Titeltext und Abbildung eines Prominenten (zu sehen ist Guy Sebastian, australischer Popsänger)

## Aufbau und Gestaltung der Titelseite
Oben auf der Titelseite (Titel- oder Zeitungskopf genannt) stehen meist der Name der Publikation, die Nummer und das Erscheinungsdatum der Ausgabe und ihr Preis.
Die Titelseite besteht bei Zeitschriften meistens aus einem Titelbild und Ankündigungen der Artikel. Die Artikelüberschriften sollten aussagekräftig sein und potenzielle Käufer neugierig machen. Eine Titelseite sollte übersichtlich gegliedert sein. Die Schriftgröße ist hierarchisch; die Schlagzeile (auch Headline genannt) hat die größten Schriftgröße auf der Titelseite. 
Das Logo und/oder der Titelkopf werden selten modifiziert. Ein auf der Titelseite prominent erscheinender Beitrag wird als Titelgeschichte (englisch cover story) bezeichnet. Bei Nachrichtenmagazinen wie Der Spiegel oder dem britischen Time-Magazin ist die Titelgeschichte sehr umfangreich.
Das Logo ist zumeist der Schriftzug des Zeitungs- oder Zeitschriftenname und ist der wichtigste Faktor der Wiedererkennung. Logo und Titeltexte werden meist oben links platziert, damit es auch einsortiert in Regalen noch sichtbar ist. Gelegentlich werden sie bei Zeitschriften zum Teil durch das Titelfoto teilweise überdeckt oder farblich geändert.
Das Schwerpunktthema der Ausgabe wird meistens auf der Titelseite mit einem prägnanten Foto/Bild dargestellt, oft wird ein Foto von einem Prominenten gewählt, um das Interesse der Leser auf einen Artikel über denjenigen zu gewinnen.
Es muss durch die Gestaltungsweise klar erkennbar sein, um welchen Zeitschriftentyp es sich handelt. Gleichzeitig sollten bei Zeitschriften die Titelseiten der verschiedenen Ausgaben sich nicht zu stark ähneln, damit die einzelnen Ausgaben unterscheidbar bleiben. Für jede Art von Zeitung und Zeitschrift gibt es verschiedene Maßstäbe für die Gestaltung der Titelseite. Ihre Gestaltung muss dem Geschmack der Zielgruppe der Publikation entsprechen. Dies betrifft besonders die Wahl der Farbe, des Bildes, des Textes und der Gestaltung.
Bei einer Zeitung ist zumeist der Leitartikel auf der Titelseite. Bei Tageszeitungen sollten außerdem lokale Themen, die Sonderthemen der Ausgabe und das Wetter erwähnt oder dargestellt werden.
Bei Nachrichtenmagazinen hat sich durchgesetzt, auf ihren Titelseiten kein thematisches Abbild der Fernsehnachrichten zu zeigen, hier wird meistens mit übergreifenden Hintergrundreportagen oder mit Exklusivreportagen geworben.

## Ziel der Titelseite
Bei Publikumszeitschriften und Kaufzeitungen, die hauptsächlich über den Handel vertrieben werden, beeinflusst die Titelseite sehr stark die Kaufentscheidung des Lesers, je nachdem ob ihn die Titelseite anspricht oder nicht.
Titelseitengestaltung (Layout) und -inhalt (Text/Bild) beeinflussen immer noch zu einem wesentlichen Teil bei Neukunden die Kaufentscheidung, ungefähr so, wie die Fassadengestaltung eines Kaufhauses oder die Verpackung („cover“) eines Produkts im Supermarkt. Dementsprechend versuchen alle Druckwerke, sich bereits im Regal an der Verkaufsstelle voneinander zu unterscheiden.
Früher als diese Medien sich sozusagen jeden Tag (bei Tageszeitungen) neu und selbst verkaufen mussten, weil Werbung und andere Medien den Verkauf nicht unterstützten und Abos beziehungsweise Alternativmedien unüblich waren, hatte die Titelseite jene Gewichtung, die heutzutage nur noch in Redewendungen wie „... hat es aufs Titelblatt geschafft“ nachzuvollziehen ist.
Allerdings arbeiten vor allem Boulevardblätter auch heute noch mit Titelseiten mit plakativen und gelegentlich farbigen Überschriften (etwa „Wir sind Papst“, die BILD anlässlich Kardinal Ratzingers Wahl zum Papst), schockierenden, aufreizenden oder prominenten Bildern (z. B. Kriegsopferbilder, leicht bekleidete Frauen oder Männer, Skandalfotos) und Skandalschlagzeilen.

## Titelseitenremission
Neben der Ganzstückremission und der Titelkopfremission gibt es auch die Titelseitenremission. Hier wird anstatt der kompletten Publikation nur die Titelseite remittiert. Durch die Entnahme der Titelseite wird die Publikation unverkäuflich und der Verlag hat, da das Papiervolumen der Remission so geringer gehalten wird, weniger Transportkosten zu tragen.